# أدريان هان
أدريان هان (بالفرنسية: Adrienne Haan) هي مغنية وممثلة لوكسمبورغية، ولدت في 7 أبريل 1978 في إسن في ألمانيا.

## وصلات خارجية
- الموقع الرسمي